# Cambessedesia purpurata
Cambessedesia purpurata är en tvåhjärtbladig växtart som beskrevs av Franz von Paula Schrank, Carl Friedrich Philipp von Martius och Dc.. Cambessedesia purpurata ingår i släktet Cambessedesia och familjen Melastomataceae. Inga underarter finns listade i Catalogue of Life.